# Eindewege
Eindewege – wieś w gminie Goes w prowincji Zelandii. W miejscowości znajduje się wybudowany w 1872 wiatrak o nazwie Nooit Gedacht.